# Катастрофа DC-6 в Шанноне (1961)
Катастрофа DC-6 в Шанноне — авиационная катастрофа, произошедшая в воскресенье 10 сентября 1961 года близ аэропорта Шаннон (Ирландия) с участием Douglas DC-6B авиакомпании President Airlines, при этом погибли 83 человека. Это крупнейшая авиационная катастрофа в Ирландии.

## Самолёт
Douglas DC-6B с регистрационным номером N90773 (заводской — 44058, серийный — 365) был выпущен в 1953 году и оборудован четырьмя двигателями Pratt & Whitney R-2800.

## Катастрофа
Самолёт выполнял трансатлантический перелёт из Дюссельдорфа (ФРГ) в Чикаго (США) с промежуточными посадками для дозаправки в Шанноне (Ирландия) и Гандере (Канада). Первая часть маршрута была выполнена без отклонений. В Шенноне стоял туман, когда 10 сентября в 03:55 ночи самолёт с 6 членами экипажа и 77 пассажирами на борту взлетел с ВПП 24 аэропорта Шаннон. После доклада о выполнении взлёта экипаж получил разрешение выполнять правый разворот, но затем авиалайнер начал входить в левый поворот. Крен быстро достиг 90°, после чего потерявший подъёмную силу Дуглас перешёл в снижение и врезался в реку Шаннон в полутора километрах от торца полосы. Все 83 человека на борту погибли.
На момент событий это катастрофа была крупнейшей среди произошедших с DC-6. На настоящее время (2013 год) — третья. Также это крупнейшая авиакатастрофа в Ирландии.

## Причины
По мнению ирландской комиссии, наиболее вероятно, что катастрофа произошла из-за отказа авиагоризонта либо элеронов на правой плоскости крыла, либо из-за обоих отказов сразу. Сопутствующими причинами были названы сложные погодные условия, из-за чего не наблюдался естественный горизонт, и усталость экипажа.